# Areyur, Tumkur
Areyur là một làng thuộc tehsil Tumkur, huyện Tumkur, bang Karnataka, Ấn Độ.